# Vicus Patricius

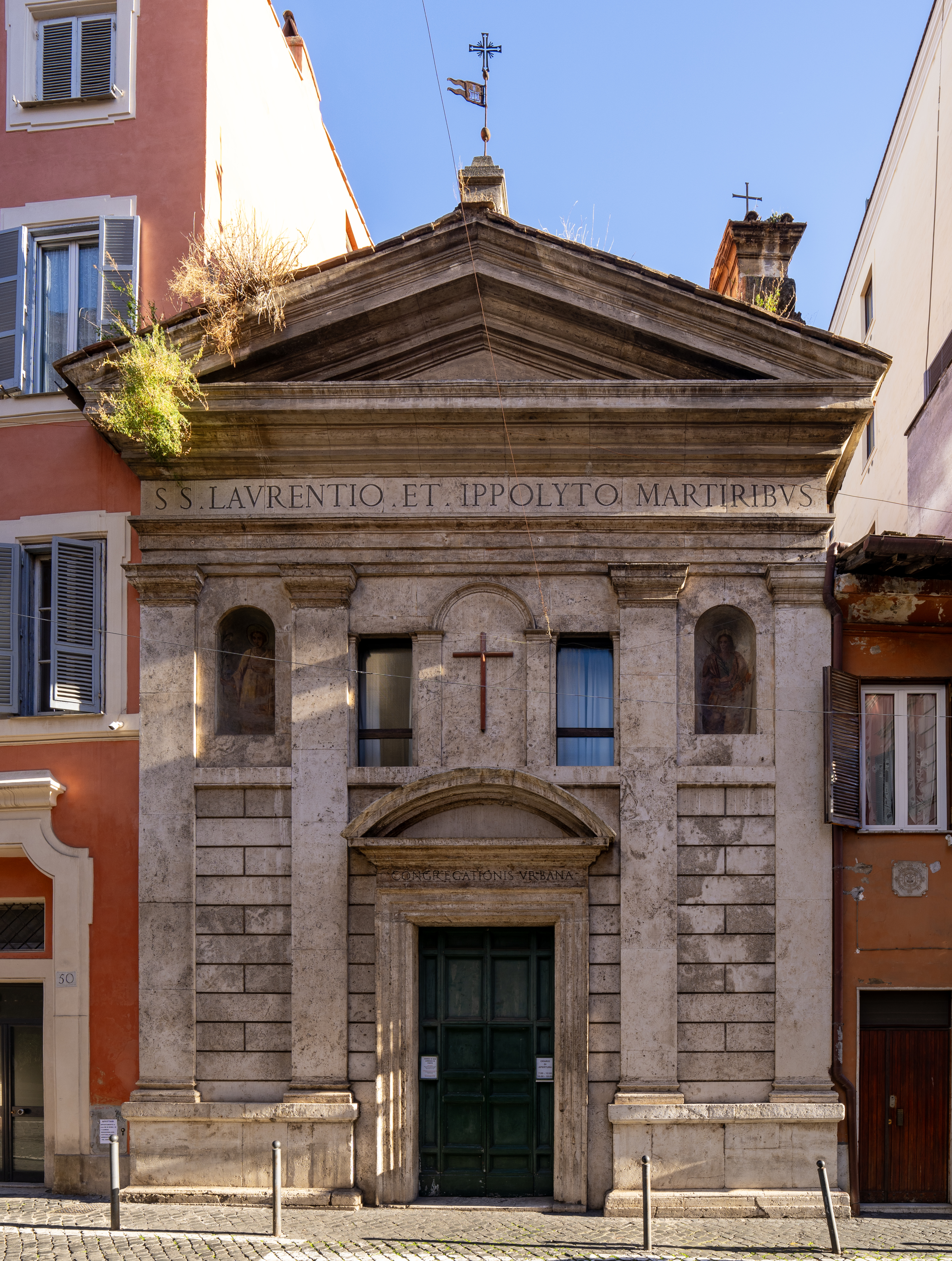
La chiesa di San Lorenzo in Fonte, eretta lungo la moderna via Urbana, era il santuario di Ippolito di Roma, davanti al quale passava il vicus Patricius

Il vicus Patricius era una strada della Roma antica. Nasceva nel punto in cui l'Argileto si divideva in clivus Suburanus e vicus Patricius, attraversava il Cispio e il Viminale, e raggiungeva la porta Viminale nelle Mura serviane.
Probabilmente era il confine tra le regioni IV e VI di Roma e il suo percorso corrisponde a quello della moderna via Urbana. 
Lungo il suo corso esisteva l'unico tempio di Diana al quale non potevano accedere uomini. Vi si trovava inoltre una domus, demolita all'inizio del regno di Antonino Pio per erigervi le Terme di Novato (Thermae Novati) o Novaziane (Novatianae), a loro volta convertite, non prima del IV secolo, nella basilica di Santa Pudenziana. Nel V secolo il presbitero Ilicius costruì un portico (Porticus Ilicii) che correva lungo il vicus per 400 metri, dal santuario del martire Ippolito (poi chiesa di San Lorenzo in Fonte) alla basilica di Santa Pudenziana. Nel Medioevo si ha notizia di una chiesa di «Sancta Euphemia in vico Patricio».
Sulla strada affacciava una grande domus, in cui, nel 1848, in corrispondenza di via Graziosa, fu ritrovata una casa repubblicana decorata con un ciclo di affreschi raffigurante scene dall'Odissea.